# Mischocyttarus tenuis
Mischocyttarus tenuis är en getingart som beskrevs av Richards 1945. Mischocyttarus tenuis ingår i släktet Mischocyttarus och familjen getingar. Inga underarter finns listade i Catalogue of Life.